# Casino dei Nobili
Il Casino dei Nobili è un palazzetto settecentesco di Pisa, situato in via Notari con affacci su piazza Garibaldi e borgo Stretto.

## Storia e descrizione
La costruzione inglobò alcuni edifici preesistenti, come una torre dell'XI secolo della quale sono ancora visibili sul fianco sinistro, in particolare, un arco e un bassissimo portale, probabilmente un tempo affacciati su un ballatoio ligneo.
L'edificio oggi si presenta con un portico al pian terreno caratterizzato dal bugnato a vista, mentre al primo piano si estende una terrazza con balaustra lunga l'intera facciata, sul quale si aprono un portale affiancato da colonnine che reggono un arco a tutto sesto con decorazioni a stucco e due portali timpanati laterali.
All'ultimo piano tre finestre presentato timpani triangolari e semicircolari. Gli spigoli del palazzo sono caratterizzati da bugnato a vista, mentre alcune fasce e una cornice marcapiano sottolineano l'andamento regolare della facciata.